# Tvis Kirke
Tvis Kirke ligger i landsbyen Tvis i Tvis Sogn, Holstebro Kommune (Viborg Stift).

## Bygning og inventar
Tvis Kirke er opført i rødt tegl og har tag af skifer.
Meget af kirkens inventar stammer fra den gamle kirke. Alteret stammer i sin helhed fra 1766, hvor det blev skænket af Jens Hvass, ejeren af Tvis Kloster, men dele af alteret er ældre endnu. Altertavlen er således fra omkring 1575 og har som centralt motiv de tre vise mænds tilbedelse af Jesus. Der er dog også andre motiver på tavlen, der virker til ikke at være specielt kristne; således kan man finde skæggede mænd med bukkeben, der leder tankerne hen på satyrer fra den græske mytologi. Hvass' våbenskjold ses til venstre på tavlen, mens hans hustrus ses til højre, og der er fire joniske søjler fra omkring 1625 til at adskille de enkelte dele.
Også prædikestolen er ældre end den nuværende kirke. Dens joniske søjler ligner dem, der findes på altertavlen, og de allegoriske billeder på stolen svarer meget til billeder i andre kirker fra det 18. århundrede. Ophavsmanden til bemalingen menes at være Baltzar Reinat fra Viborg, der har dekoreret flere kirker i nærheden, og selv om hans navn ikke er dokumenteret i forbindelse med Tvis Kirke, vidner motiver og stil om meget tæt forbindelse til nogle af disse andre kirker.
Døbefonten er i romansk stil, meget enkel og udført i granit. Den har ny fod, og dåbsfadet fra 1615 blev skænket af Mogens Ulfeldt, en af ejerne af Tvis Kloster; hans våben og initialer er indgraveret i kanten.

## Historie
Den nuværende Tvis Kirke stammer fra 1887, hvor den erstattede en ældre kirke, der lå på klosterøen i Storåen. Oprindeligt lå her Tvis Kloster, som blev opført i det 12. århundrede. Klosteret havde som en naturlig del en stor kirke, der også blev brugt af sognets beboere. Efter reformationen blev klosteret nedlagt og ændret til et gods. Dette gods og den bevarede kirke forfaldt i løbet af det 17. århundrede så alvorligt, at ejeren i 1698 af kongen fik tilladelse til at oprette ny kirke i et tidligere ridehus i herregårdens vestlige fløj. Denne kirke fungerede derpå i et par århundreder som sognekirken.
I slutningen af det 19. århundrede blev der efterhånden stemning for at forsøge at opføre en ny kirke. Dels var kirken i ridehuset ikke særlig smuk, dels lå den ikke særlig centralt i sognet, og det lykkedes at komme igennem med at opføre en ny kirke i det, der skulle komme til at blive Tvis by på et stykke jord, skænket af ejeren af herregården Lauralyst. Kirken stod færdig i 1887.

## Kendte personer begravet ved Tvis Kirke
Den danske fodboldspiller Sophus Erhard "Krølben" Nielsen er begravet ved Tvis Kirke. Angriberen, der blandt andet præsterede at score 10 mål i en enkelt landskamp, og som repræsenterede Danmark ved OL i 1908, fandt sit hvile i Tvis på grund af sin kone, Lydia Vinzendtsen. Hun var i starten af 1900-tallet feriebarn på gården Blæsbjerg i Tvis Sogn og holdt kontakten med gårdens familie i sit voksenliv. Derfor besøgte hun også flere gange Tvis sammen med Sophus Nielsen. Det betød, at parret fik et stort netværk i området, og Sophus Nielsen optrådte blandt andet for den lokale fodboldklub Holstebro Boldklub i en venskabskamp. Da Lydia, som ved ægteskabet havde skiftet navn til Nielsen, døde i 1954, besluttede Sophus Nielsen at hun skulle begraves i Tvis, hvor hun havde haft så mange gode oplevelser. Da Sophus Nielsen døde ni år senere på Kommunehospitalet i København, var det allerede besluttet, at han skulle gøre sin kone selskab og begraves i Tvis. Begravelsen havde deltagelse af mange markante fodboldfolk - blandt andre den daværende leder af Jysk Boldspil Union, C.M.Nielsen.